# ولاية قربوك
وِلَايَةُ قَرَبُوك (بالتركية: قره‌بوك ولایت/Karabük ili) ولاية في شمال تركيا. عرفت بهذا الاسم منذ العصر العثماني، ومعنى اسمها الشجرة السوداء، وعاصمتها مدينة قربوك. تبلغ مساحتها 2,864 كم2 ويبلغ عدد سكانها 225,102 نسمة كما يبلغ معدل الكثافة السكانية 78/كم2. تقع في شمال تركيا. وفيها مدينة الزعفران التي تشتهر بزراعة الزعفران وتصديره.